# مقاطعة دوسون (تكساس)
مقاطعة دوسون (بالإنجليزية: Dawson  County)‏ هي إحدى المقاطعات في ولاية تكساس، الولايات المتحدة الأمريكية، يبلغ عدد سكانها 13,833 نسمة طبقا لإحصاء عام 2010 .

موقع المقاطعة في ولاية تكساس